# Gabriele Kutschera
Gabriele Kutschera (* 1950 in Wien) ist eine österreichische Metallkünstlerin und Designerin der Nestroy-Theaterpreis-Statuette. Sie lebt und arbeitet in Wien oder in Kösslwang in der Marktgemeinde Bad Wimsbach-Neydharting (Oberösterreich) und gilt als führende Eisenplastikerin Österreichs.

## Ausbildung und Wirken
Nach der Matura absolvierte sie das Studium der Schmuck- und Metallgestaltung an der Akademie für Angewandte Kunst bzw. an der Hochschule für angewandte Kunst bei Franz Hagenauer.
Seit 1975 ist sie freischaffende Künstlerin. Von 1986 bis 2001 war sie Lehrbeauftragte für das Fach Gestalten in Metall an der Höheren Bundeslehranstalt für künstlerische Gestaltung Herbststraße in Wien.
Nachdem sie sich bis dahin eher auf die funktionale Zweckbestimmung bezogen hatte, stieg sie etwa um 1990 in die Großdimension des Schmiedens ein.
1991 und 1993 nahm sie am Weltkongress der Schmiede teil. Sie ist Mitglied des Wiener Künstlerhauses und des Oberösterreichischen Kunstvereins. 2000 designte sie die Statuette des Nestroy-Theaterpreises. Kutschera wurde 2008 vom Wiener Künstlerhaus mit dem Preis der Österreichischen Postsparkasse ausgezeichnet.

## Einzelausstellungen (Auswahl)
Den Werken der Künstlerin wurden ab 1978 Einzelausstellungen gewidmet:
- 2012: EISEN://ZEIT, Oberösterreichischer Kunstverein
- 2008: Gabriele Kutschera. Zeitlinien, Künstlerhaus Wien

## Quelle
- Offizielle Website
- Gabriele Kutschera, in: Webpräsenz von basis-wien